# Mesoleptus exstirpator
Mesoleptus exstirpator là một loài tò vò trong họ Ichneumonidae.